# Kcynia
Kcynia là một thị trấn thuộc huyện Nakielski, tỉnh Kujawsko-Pomorskie ở trung-bắc Ba Lan. Thị trấn có diện tích 6 km². Đến ngày 1 tháng 1 năm 2011, dân số của thị trấn là 4702 người và mật độ 687 người/km².